# Фред (футболист, 1979)
Хелберт Фредерико Каррейро да Силва (порт.-браз. Helbert Frederico Carreiro da Silva; род. 18 августа 1979, Белу-Оризонти) более известный как Фред (порт. Fred) — бразильский футболист, выступавший на позиции полузащитника. Известен по выступлениям за клубы США и Австралии, такие как «Ди Си Юнайтед», «Филадельфия Юнион» и «Мельбурн Виктори». Также играл в шоубол, выступая за клуб «Харрисберг Хит» в Major Arena Soccer League.

## Карьера
Свою футбольную карьеру начинал в клубах Бразилии, таких как «Олимпик» (Барбасена), «Тупи», «Америка Минейро» и «Гуарани».
В 2006 году подписал контракт с клубом Эй-лиги «Мельбурн Виктори», несмотря на странную дисквалификацию на три игры, стал одним из открытий сезона 2006/07. Популярная австралийская передача «The World Game» и вовсе признала Фреда лучшим футболистом сезона. Участие в рекламе нижнего белья также способствовало его популярности. В финале плей-офф против «Аделаида Юнайтед» сезона Фред отдал четыре голевых паса Арчи Томпсону.
После завершения сезона Фред подписал контракт на четыре сезона с клубом MLS «Ди Си Юнайтед» Главной причиной по слухам стала сумма контракта, 220 000 долларов в год, «Мельбурн Виктори» не могли предложить такую зарплату из-за установленного лигой потолка зарплат. На футбольной майке в «Ди Си Юнайтед» использовалось просто Фред, несмотря на то что правилами MLS было предусмотрено наличие на майке фамилии. Дебютировал в составе клуба в полуфинальном матче Кубка чемпионов КОНКАКАФ 2007 против мексиканской «Гвадалахары». 3 сентября 2008 года забил победный гол в финале матче US Open против «Чарлстон Бэттери».
14 ноября 2008 года Фред переходит в «Веллингтон Феникс» в качестве гостевого футболиста. Он должен был провести 6 матчей за Феникс перед возвращением для выступления за «Ди Си Юнайтед» в следующем сезоне. В своём третьем матче он забил гол в ворота «Аделаиды» однако новозеландский клуб все равно уступил со счетом 6—1. 10 декабря 2008 года Фред уехал в Бразилию в связи со смертью отца, а 18 декабря руководство клуба объявило что Фред не вернётся доиграть 3 оставшихся матча из 6.
13 января 2010 года Фред был обменян в «Филадельфия Юнион» вместе с правом выбора «Ди Си Юнайтед» в первом раунде Супердрафта 2010 и распределительными средствами в обмен на распределительный ордер Юнион. В дальнейшем Ди Си использовали этот ордер для подписания Троя Перкинса.
15 декабря 2010 года был выбран во втором раунде Драфта возвращений 2010 клубом «Нью-Инглэнд Революшн», однако футболист отказался подписывать контракт с клубом и решил найти клуб вне MLS. Не найдя клуба за пределами MLS Фред возвращается в США и 18 февраля 2011 года подписывает контракт с «Ди Си Юнайтед», который приобрёл права на него у «Нью-Инглэнд Революшн». Проведя за клуб всего 17 матчей и не забив ни одного гола, 20 июня 2011 года появилось сообщение от том, что Фред в австралийский «Мельбурн Харт», подписав контракт на 200 000 AUD за сезон, став тем самым одним из самых громких приобретений межсезонья. Официально перешёл в клуб после открытия международного трансферного окна в середине июля 2011 года. После завершения сезона 2011/12 получил награду Алекса Тобина, как лучший футболист сезона. В следующем сезоне результаты команды оставляли желать лучшего и в итоге клуб решил расстаться с Фредом и его одноклубниками Клинтом Болтоном, Мэттом Томпсоном и Саймоном Колозимо.
20 марта 2014 года Фред вернулся в «Филадельфия Юнион» и провёл за клуб всего 17 матчей забив 1 гол.
В марте 2016 года было сообщено, что Фред будет игроком и помощником главного тренера в фарм-клубе «Филадельфии Юнион» «Бетлехем Стил».
С августа 2016 года Фред является детским тренером в академии «Филадельфии Юнион».
В декабре 2017 года Фред подписал контракт с шоубольным клубом «Харрисберг Хит», выступающим в Major Arena Soccer League.

## Личная жизнь
Младший брат Жулиано Каррейро также футболист, выступал с братом за клуб «Ди Си Юнайтед». Имеет грин-карту США, что позволяет ему не считаться легионером в MLS.

## Достижения

### Клубные
- Победитель Эй-лиги: 1 (2006/07)
- Обладатель Supporters’ Shield: 1 (2007)
- Победитель Открытого кубка США: 1 (2008)